# Rützengrün
Rützengrün (vogtländisch Ritzengrie) ist ein offizieller Ortsteil der sächsischen Stadt Rodewisch im Vogtlandkreis. Die früher selbstständige Landgemeinde wurde am 1. Juli 1992 nach Rodewisch eingemeindet.

## Geografische Lage

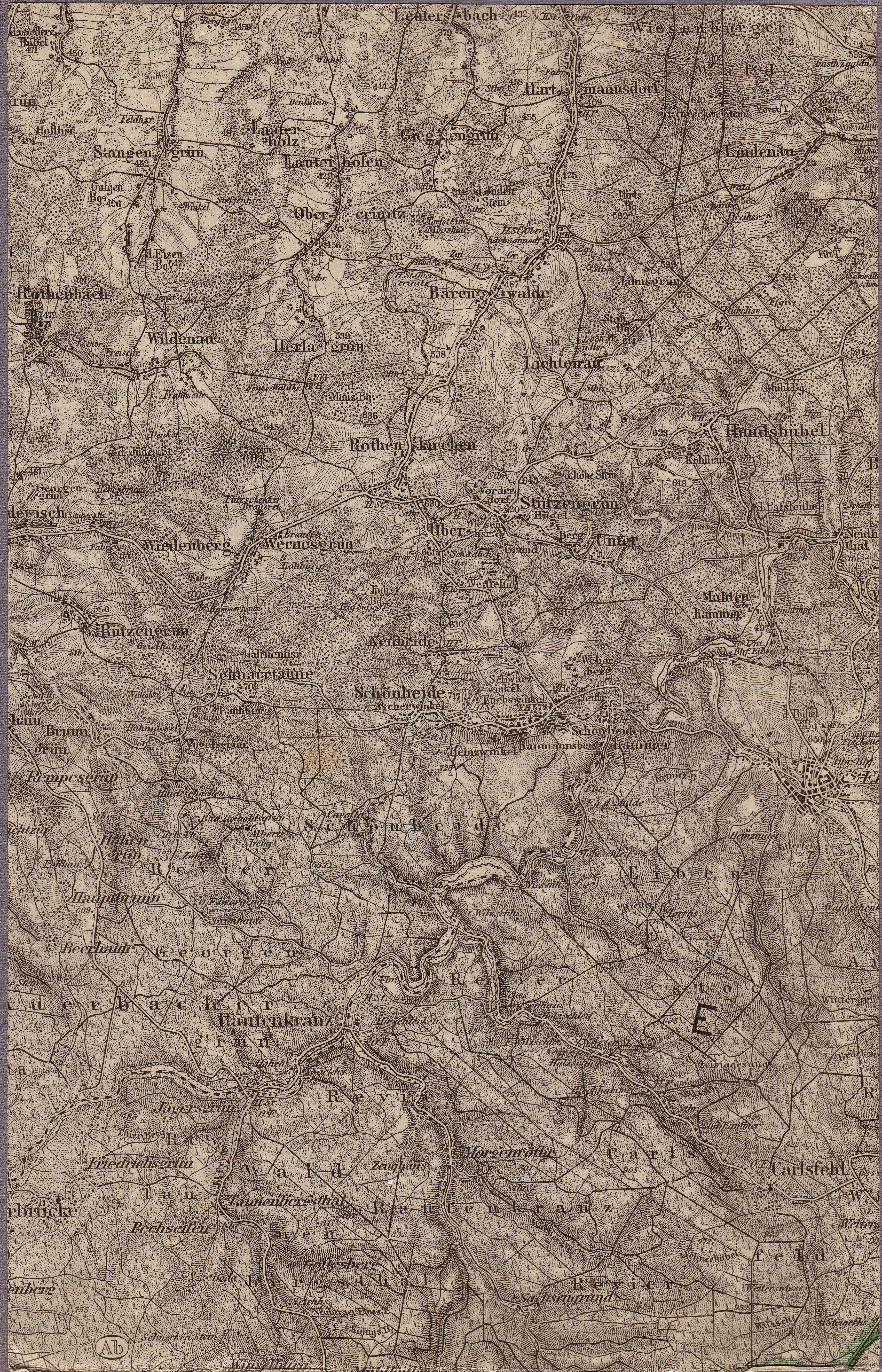
Rützengrün auf einer Karte mit Ausschnitten des östlichsten Vogtlandes und Westerzgebirges von 1914

Rützengrün liegt rund 2 km südöstlich des Rodewischer Stadtzentrums und 1 km südöstlich der Sternwarte Rodewisch auf rund 542 m im sächsischen Teil des Vogtlandes. Die 519 ha große Gemarkung wird über vier Straßen an die Nachbarorte angebunden. Die Rützengrüner und die Neue Rützengrüner Straße kommen aus Richtung Rodewisch, wobei letztere etwa ein Drittel ihrer Strecke am Lauf der Pöltzsch verläuft. Weitere Straßen sind die Sorgaer Straße und die Hauptdurchgangsstraße Richtung Schnarrtanne. Direkt südlich der Ortslage, jedoch nicht mit einer Straße mit Rützengrün verbunden, liegt Brunn.

## Geschichte

### Ort Rützengrün
Rützengrün gehörte im Spätmittelalter als Zubehör zum Rittergut Auerbach und war bis 1924 auch nach Auerbach eingepfarrt. Im Laufe der Jahre entstand in Rützengrün ein eigenes Rittergut, das im Jahre 1411 erstmals urkundlich als Ruczengrune, dies bedeutet womöglich Rodesiedlung eines Rizzo, Riczo, Rico oder Ruzzo, erwähnt wurde. Die Ersterwähnung liegt damit im gleichen Jahr, wie die Rodewischs und einiger weiterer Orte der Umgebung. Weitere Nennungen sind 1450 Riczengrune, 1455 Rutzengrune, 1460 Villa Ruczengrun, 1537 Ruczengrun und ab 1673 Rützengrün.
Rützengrün gehörte bis 1806 zum kursächsischen Amt Plauen und gelangte mit diesem an das Königreich Sachsen. Der Ort blieb über Jahrhunderte mit der Herrschaft Auerbach verbunden, die auch Schulangelegenheiten regelte. Noch 1511 war der Ort allein dem Rittergut Auerbach zugehörig. Entsprechend gehörte der Ort dann zur Amtshauptmannschaft und dem (Land-)Kreis Auerbach, bis dieser 1996 im heutigen Kreis aufging.

Im 19. Jahrhundert wird berichtet, dass vormalig viel Rauchtopas in Rützengrün gefunden wurde. 1910/1911 wurde eine Straße von Rodewisch nach Rützengrün gebaut. 1920 wurde die zweite Straße über die Pöltzsch bis nach Obergöltzsch ausgebaut. In Rützengrün befindet sich ein unter Denkmalschutz stehendes Mahnmal für die Gefallenen des Ersten Weltkrieges. 1925 wurde die mittlerweile renovierte Lutherkirche geweiht, die zur Rodewischer Kirchgemeinde gehört. Zu DDR-Zeiten befand sich im Ort eine Großstallanlage für 4.200 Rinder. Die ehemalige Gaststätte Taubenberg wurde im Frühjahr 2023 abgerissen.

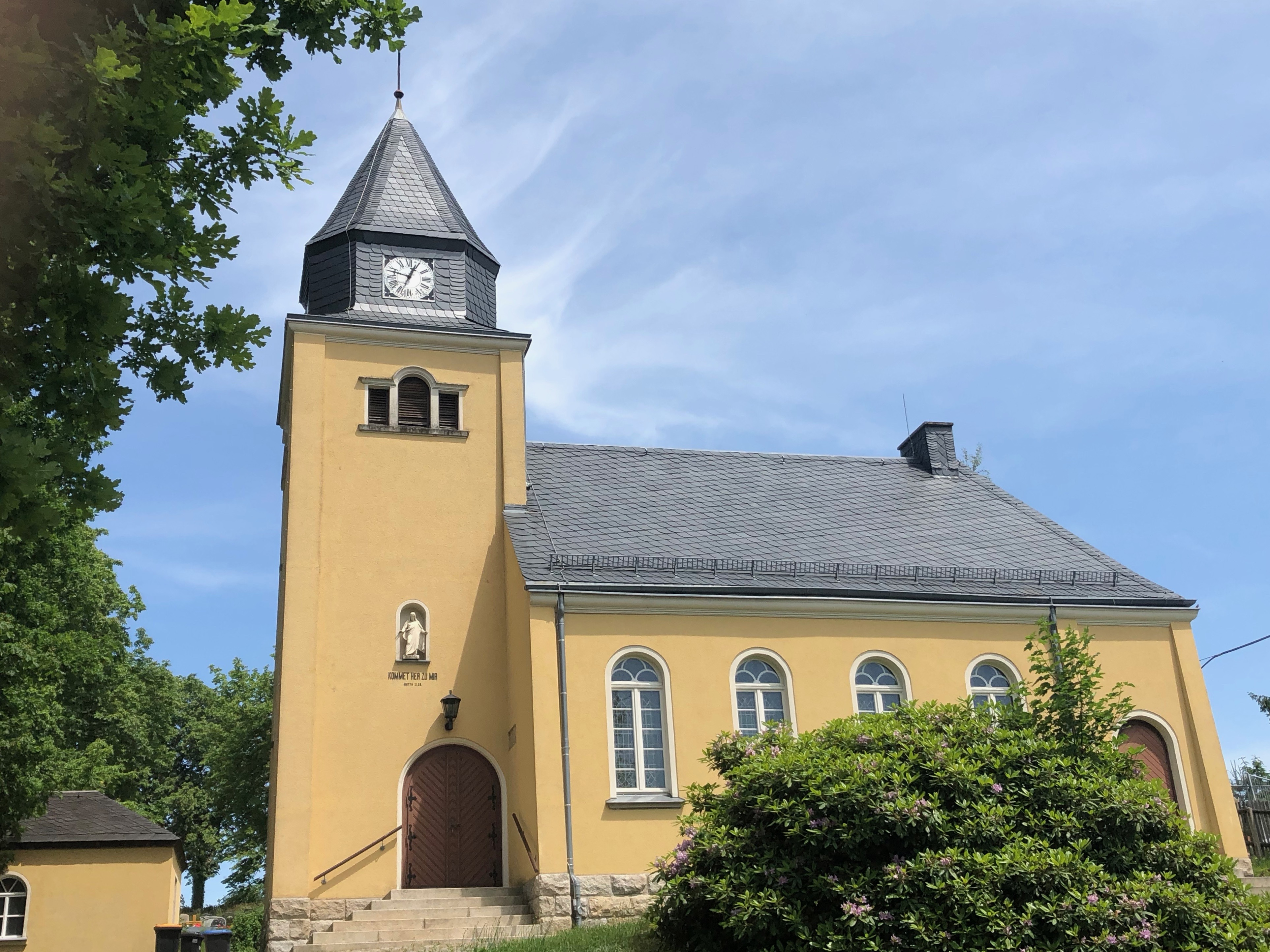
Martin-Luther-Kirche
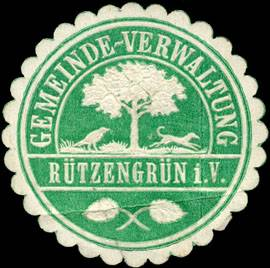
Siegelmarke der Gemeindeverwaltung Rützengrün (um 1900)
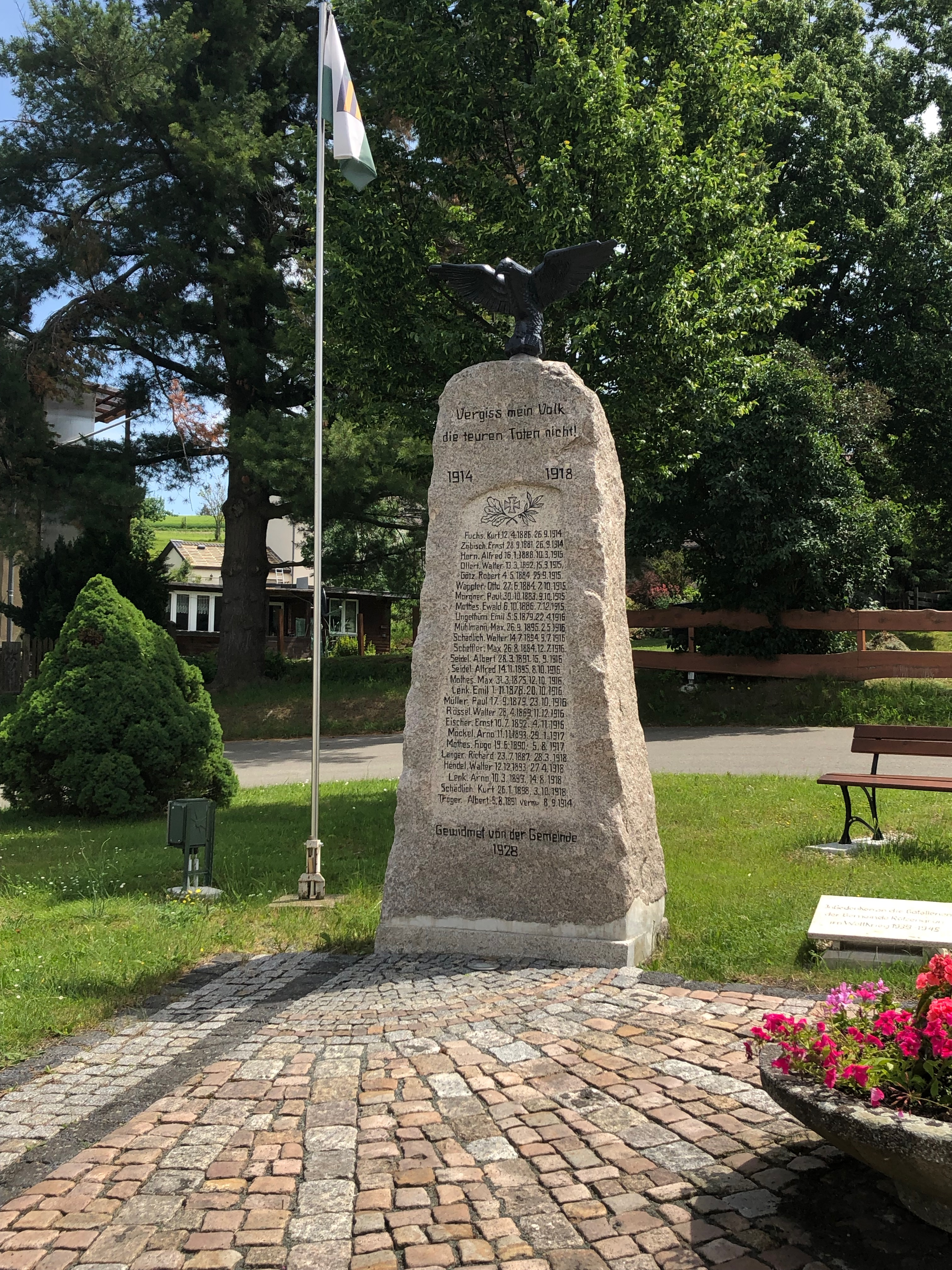
Denkmal zu Ehren Gefallener

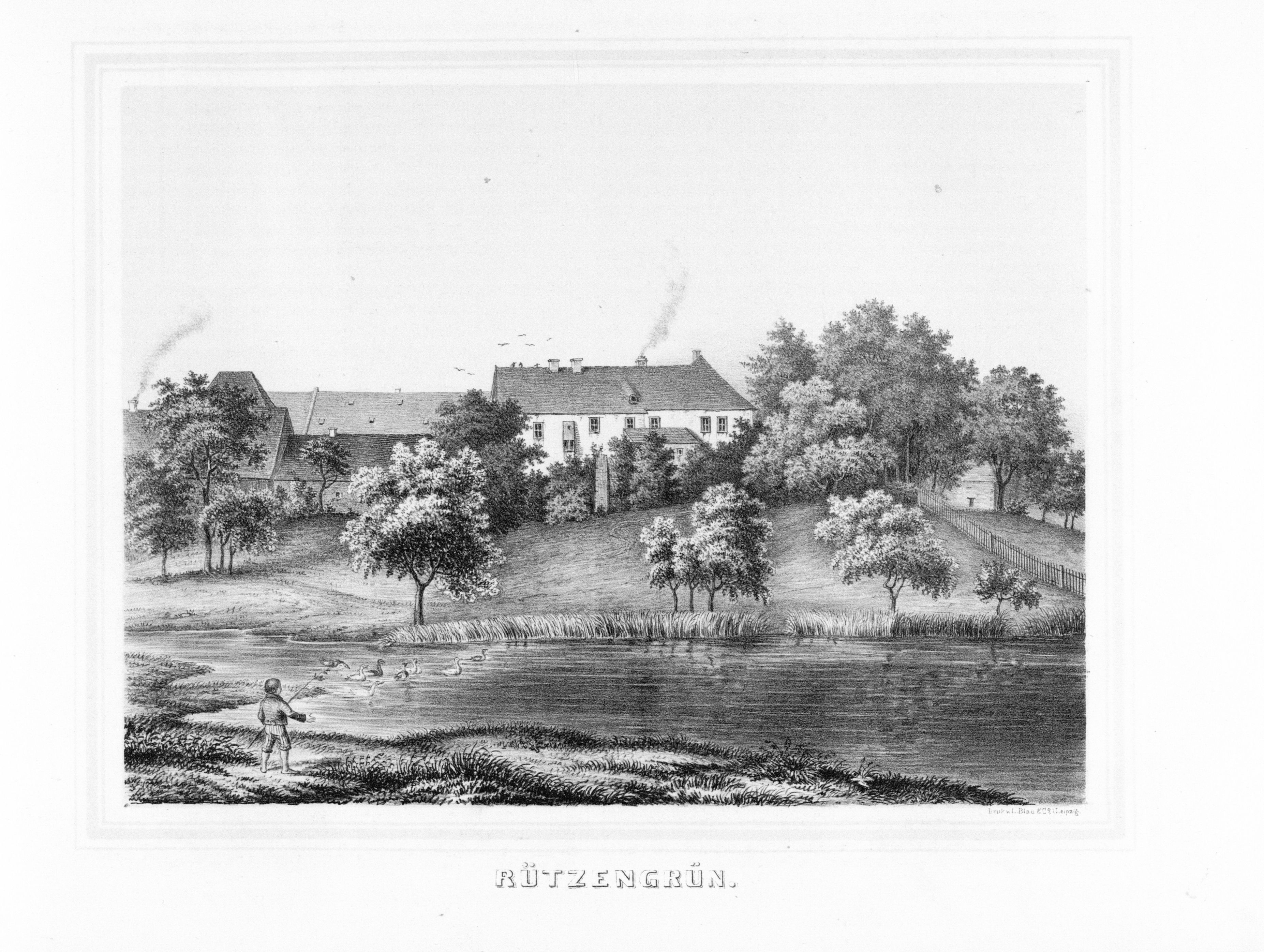
Ansicht des Rittergutes (vor 1859)

### Rittergut Rützengrün
Erstmals erwähnt wurde das Rittergut, wie oben bereits beschrieben, 1411. 1542 baute sich Hans Georg Edler von der Planitz das Vorwergk Ruczengrune als Wohnsitz aus. Er war als „Bösewicht“ bekannt; unter anderem deshalb, weil er 1582 den Auerbacher Bürgermeister niederritt. Zu den Rittergutsbesitzern gehörten die beiden Adelsfamilien von Wolffersdorff und die Edlen von der Planitz. Im Dreißigjährigen Krieg war es geplündert worden. Reste einer mittelalterlichen Wehranlage sind noch erkennbar. Das Rittergut erhielt 1741 die Schriftsässigkeit und war altschriftsässig. Christian Ludwig Edler von der Planitz wird 1746 als schriftsässiger Rittergutsbesitzer des Rittergutes Rützengrün gelistet. 1764 war Rützengrün neben dem Rittergut Rützengrün auch noch anteilig den Rittergütern Sorga bzw. Auerbach untern Teils zugehörig. 1847 gelangte das Rittergut in den Besitz Wilhelm Friedrich Günthers und damit erstmals in bürgerliche Hände. Der spätere Eigentümer Karl-Heinz Hänel wurde 1945 enteignet. Heute befindet sich das als Wohngebäude genutzte Rittergut erneut in Privatbesitz. Zum 1. Dezember 1880 lebten im Rittergut 10 Personen.

### Einwohnerentwicklung
1551 lebten in Rützengrün 18 besessene Mann und 8 Inwohner. 1764 waren es 19 besessene Mann, 2 Gärtner, 22 Häusler. 1871 gab es 72 Häuser, 1880 71.
| Jahr      | 1834 | 1871 | 1880 | 1890 | 1910 | 1925 | 1939 | 1946 | 1950 | 1964 | 1990 |      |      |      |
| Einwohner | 460  | 524  | 545  | 578  | 703  | 680  | 595  | 598  | 621  | 503  | 338  |      |      |      |
| Jahr      | 2010 | 2011 | 2012 | 2013 | 2014 | 2015 | 2016 | 2017 | 2018 | 2019 | 2020 | 2021 | 2022 | 2023 |
| Einwohner | 339  | 342  | 333  | 329  | 324  | 328  | 341  | 337  | 327  | 324  | 330  | 322  | 318  | 315  |

1910 war Rützengrün unter den 69 Kommunen der Amtshauptmannschaft Auerbach auf Rang 40 der Einwohnerstatistik. 1925 waren 614 Einwohner evangelisch-lutherischen Glaubens, 14 waren Katholiken und 52 waren nicht- oder andersgläubig.

## Politik
Rützengrün verfügt über einen fünfköpfigen Ortschaftsrat, der in der Regel am zweiten Donnerstag im Monat tagt. Vertreten wird die Ortschaft durch den Stadtrat der Kernstadt Rodewisch. 1990 wurde einmalig ein Gemeinderat gewählt.
Bürgermeister
- bis November 1989: Frau Franczeschi
- 1. Dezember 1990 bis vermutlich zur Gemeindeauflösung 1992: Rüdiger Unger (vom Gemeinderat einstimmig gewählt)

## Öffentlicher Nahverkehr
Rützengrün wird von der vertakteten RufBus-Linie 67 des Verkehrsverbunds Vogtland nach Rodewisch bedient.

## Sehenswürdigkeiten
- Martin-Luther-Kirche, am 9. August 1925 auf einem vom Rittergutsbesitzer Bretschneider kostenlos zur Verfügung gestellten Grundstück eingeweiht.[14]
- Luthereiche neben der Kirche, gepflanzt im Jahr 1925[15]
- Herrenhaus des früheren Rittergutes, 2010/11 restauriert
- Denkmal zu Ehren Gefallener an der Buswendeschleife

## Persönlichkeiten
- Karl-Heinz Schmalfuß (* 1929), Polizeioffizier, Generalleutnant, Stellvertreter des Ministers des Innern der DDR

## Belege
1. ↑  Stadt Rodewisch  Einwohnerzahlen. Abgerufen am 27. September 2022.
2. ↑  Das östliche Vogtland (= Werte der deutschen Heimat. Band 59). 1. Auflage. Verlag Hermann Böhlaus Nachfolger, Weimar 1998, ISBN 3-7400-0938-1, S. 124.
3. ↑  Siegfried Walther: Rodewisch im Wandel der Zeit - Eine Chronik und ein wenig mehr... 31 Anhang. Hrsg.: Stadtverwaltung Rodewisch. Rodewisch 2011, ISBN 978-3-942267-16-8, S. 293.
4. 1 2 3  Rützengrün – HOV | ISGV. Abgerufen am 17. Dezember 2022.
5. ↑  Rützengrün – HOV | ISGV. Abgerufen am 29. März 2024.
6. ↑  Abschied vom "Taubenberg": Gasthaus in Rützengrün wird abgerissen. Abgerufen am 29. März 2024.
7. 1 2  Josef Matzerath: Aspekte sächsischer Landtagsgeschichte. (PDF) Die Mitglieder der (kur-)sächsischen Landstände (1694–1749). Sächsischer Landtag vertreten durch den Landtagspräsident Dr. Matthias Rößler, 2015, S. 59, 78, abgerufen am 29. März 2024 (im Abschnitt: Liste der Ritterschaft von 1694 bis 1749).
8. ↑  Rodewisch: Herrenhaus Rützengrün | Sachsens Schlösser. 12. August 2012, abgerufen am 29. März 2024 (deutsch).
9. ↑  Saxony (Kingdom) Statistisches Landesamt: Alphabetisches Verzeichniss der im Königreiche Sachsen belegenen Stadt- und Landgemeinden: mit den zubehörigen, besonders benannten Wohnplätzen ... : nebst alphabetischem Register. C. Heinrich, 1884, S. 434 (google.com [abgerufen am 29. März 2024]).
10. ↑  Generalübersicht sämmtlicher Ortschaften des Königreichs Sachsen nach der neuen Organisation der Behörden mit Angabe ihrer Einwohner- und Häuserzahl am 1. December 1871 (Seite 31)
11. ↑  Stadt Rodewisch - Einwohnerzahlen. Abgerufen am 21. April 2022.
12. ↑  Stadt Rodewisch - Ortsbeiräte. Abgerufen am 24. April 2022.
13. ↑  Petra del Pino, Käte Meinel: Die Wende im Kreis Auerbach. Versuch einer Chronik der Jahre 1989/1990. Hrsg.: Landratsamt des Kreises Auerbach. Verlag Treffpunkt Vogtland "Preuß und Lenk", Plauen 1992, S. 162 f. (Jahreszahl unsicher; keine ISBN angegeben).
14. ↑  Siegfried Walther: St.-Petri-Kirche Rodewisch – Geschichtliche Streifzüge. Förderverein zur Erhaltung der St.-Petri-Kirche, Rodewisch 2008, ISBN 978-3-937524-65-8.
15. ↑  Webseite der Kirchgemeinde Rodewisch, Abruf am 18. April 2019